# Accismus
Een accismus is een stijlfiguur waarbij iemand doet alsof hij geen interesse heeft voor wat hij juist graag wil.
Een voorbeeld:
- De druiven zijn zuur.
In een fabel van Aesopus gezegd door de vos die begrijpt dat hij ze niet kan krijgen, omdat ze te hoog hangen.
- Nee, joh, wat moet je nou doen met zo'n miljoen?